# Druppel (tracering)

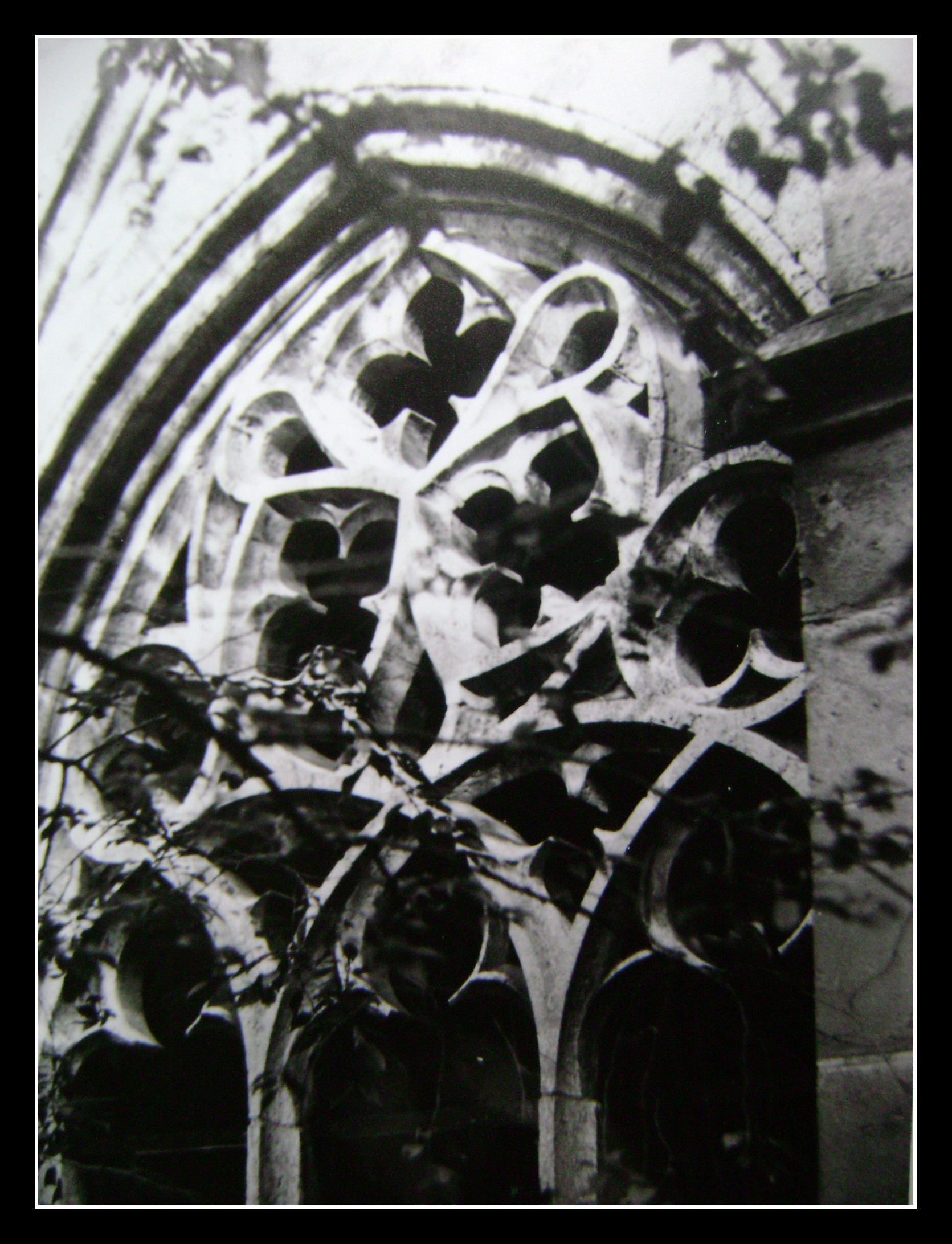
Tussen de drie vierbladen zitten drie druppels

Een druppel is in het maaswerk van bijvoorbeeld een venster een eenvoudig siermotief vaak gebruikt om de restruimte op te vullen waar er geen ruimte meer is voor een visblaas met toten. Wanneer men van de visblaas de toten weglaat, blijft er een druppel over als eenvoudige vorm. Druppels komen hoofdzakelijk voor in de tracering uit de gotiek.